# 中国石油大学 (北京)
中国石油大学（北京）（ちゅうごくせきゆだいがく（ぺきん）、CUPB）は、北京とカラマイ市にキャンパスを持つ中国の大学。211工程、双一流の成員校として、教育部が直轄する国家重点大学である。
石油の生産・精製を支える工学系、化学系の学部を揃えているほか、経済、人文、外国語系の学部を擁する。石油工学科目のQS世界大学ランキングによると、中国で最高の大学のひとつと見なされている。

## 歴史

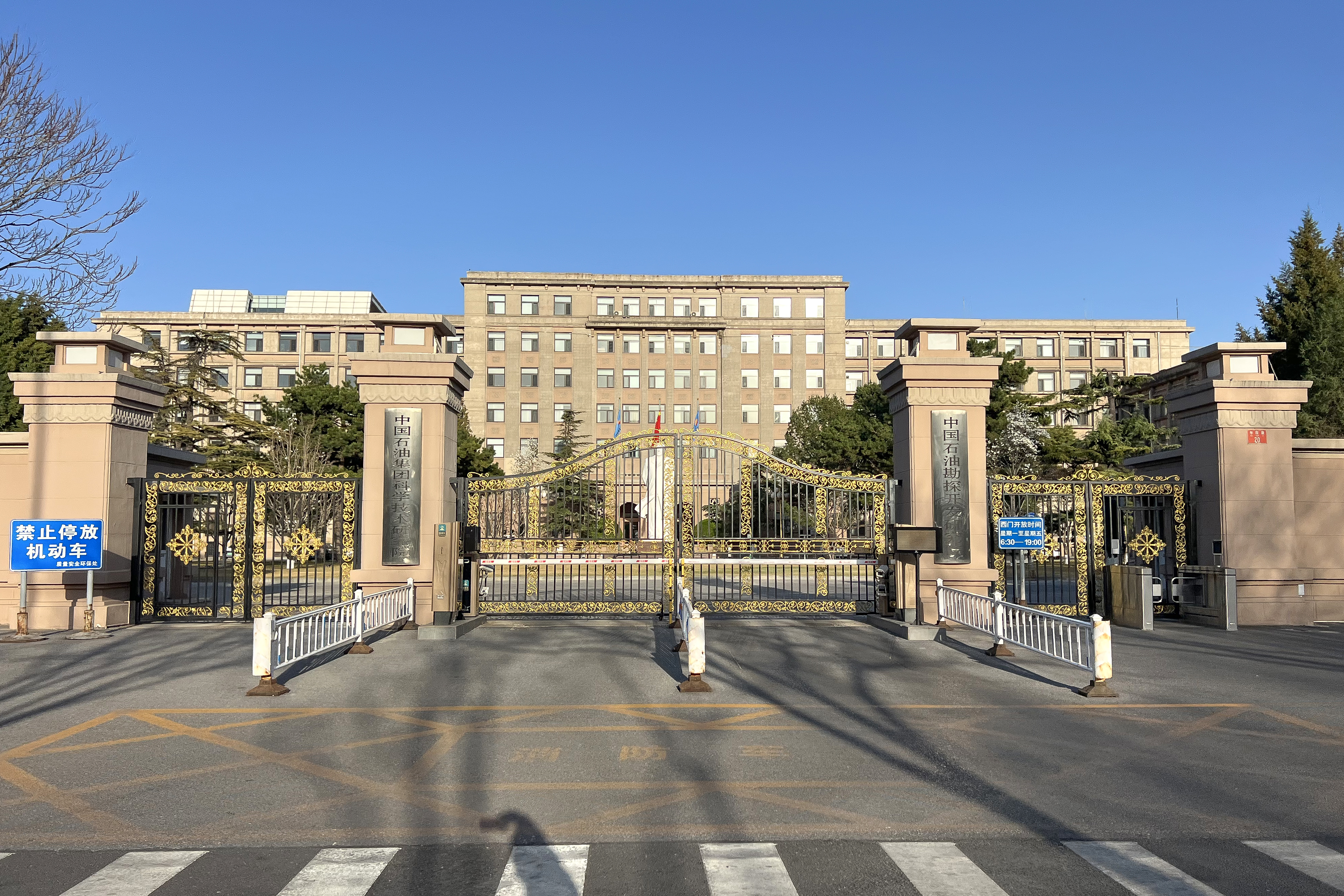
元北京石油学院キャンパス

- 1953年 - 北京大学などの石油関連部門を集めて北京石油学院として設立。
- 1969年 - 中ソ対立の悪化に伴い、山東省東営市へ移転。
- 1970年 - 前述の移転に伴い、華東石油学院に改称。
- 1981年 - 北京石油学院の跡地に大学院機能を開設。
- 1988年 - 石油大学に改称し、東営キャンパスが石油大学（華東）、北京キャンパスが石油大学（北京）となる。
- 2004年 - 石油大学（華東）に青島キャンパスを設立。
- 2005年 - 中国石油大学に改称し、青島キャンパスと東営キャンパスが中国石油大学（華東）、北京キャンパスが中国石油大学（北京）となる。
- 2015年 - 中国教育部が中国石油大学（北京）のカラマイキャンパスの設置を承認。

## キャンパス
- 北京キャンパス
- カラマイキャンパス

## 日本における協定校
- 富山大学大学院理工学研究部